# 分散ネットワーク
分散ネットワーク(Distributed Network)とは、分散コンピューティングのネットワークシステムである。通常は、分散システムが使用するネットワークや、複数のローカルネットワーク（LANなど）の総称として使われる。
パーソナルコンピュータなどのデスクトップコンピュータにより廉価な計算処理能力が実現される以前は、計算処理は中央処理されていた。今でもそのようなコンピュータセンターは存在するが、分散ネットワーク上のアプリケーションおよびデータは異機種のデスクトップワークステーションや、LAN上のサーバ、近隣のサーバおよびウェブサーバ等が組み合わされた状態（適材適所）において、より有効に動作する。
現在一般的な手法の一つとして、クライアント・サーバコンピューティングがある。これはクライアントコンピュータはユーザに対し、限定された機能のみを提供し、その他の機能については他のコンピュータに必要なサービスを依頼するという考え方である。ウェブのHypertext Transfer Protocolはこの概念の例である。